# Goran Nikolić (Ökonom)

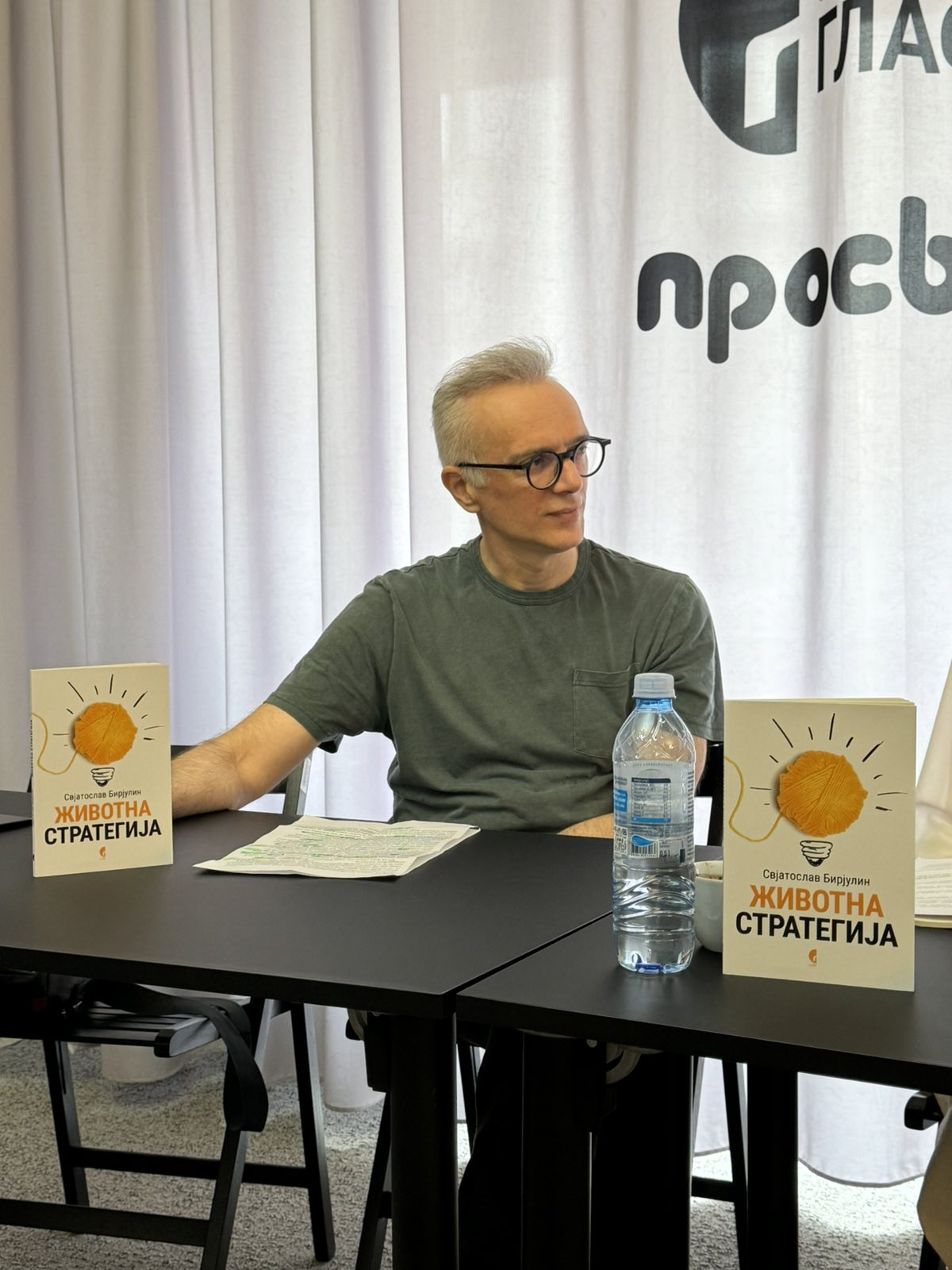
Goran Nikolić

Goran (Vladimir) Nikolić (serbisch-kyrillisch Горан (Владимир) Николић; * 2. Oktober 1974 in Ivanjica) ist ein serbischer Wirtschaftswissenschaftler mit ausgewiesener Expertise in den Bereichen Außenhandel, internationale Wirtschaftsbeziehungen und europäische Integration. 

## Akademische Laufbahn und wissenschaftliches Wirken
Nikolić absolvierte ein Studium der Wirtschaftswissenschaften an der Universität Belgrad, wo er auch einen postgradualen Abschluss (Master) erlangte. Im März 2009 wurde ihm der Doktortitel für seine Dissertation mit dem Titel „Strukturelle Anpassung serbischer Exporte an die Importnachfrage der EU“ verliehen. Seine akademische und berufliche Laufbahn begann er am Institut für Außenhandel, gefolgt von einer langjährigen Tätigkeit (2001/2002–2009) im Zentrum für wissenschaftliche Forschung und wirtschaftspolitische Analyse der serbischen Handelskammer. Seit 2009 ist er am Institut für Europäische Studien tätig, wo er den höchsten wissenschaftlichen Rang – den eines wissenschaftlichen Beraters – innehat.
Seine Forschungsschwerpunkte umfassen unter anderem die Struktur des serbischen Außenhandels, Wechselkursdynamiken des Dinar, Fragen der Zahlungsbilanz, die Auswirkungen europäischer Integrationsprozesse auf Handelsströme sowie Aspekte der internationalen Ökonomie und Wirtschaftsgeschichte. Nikolić hat eine Vielzahl wissenschaftlicher Publikationen verfasst und an zahlreichen national bedeutenden Fachkonferenzen teilgenommen, insbesondere jenen, die von der Wissenschaftlichen Gesellschaft der Ökonomen Serbiens organisiert werden, deren Mitglied er ist.
Auf internationaler Ebene wurde seine Expertise ebenfalls vielfach anerkannt: Im April 2018 folgte er einer Einladung des Handelsministeriums der Volksrepublik China zu einem dreiwöchigen Fachaufenthalt in Peking. Im Oktober 2019 nahm er an der internationalen Konferenz „Evolution des internationalen Handelssystems: Perspektiven und Herausforderungen“ an der Staatlichen Universität Sankt Petersburg teil. Im November 2020 war er Teilnehmer der wissenschaftlichen Konferenz des Instituts für Wirtschaftswissenschaften der Russischen Akademie der Wissenschaften in Moskau zum Thema „Moderne Probleme des Wirtschaftswachstums in Mittelost- und Südosteuropa“. Im April und Mai 2021 referierte er auf Einladung derselben Institution über „Vergleichende Analyse des Außenhandels Serbiens mit Russland und der EU 2000–2020“ sowie „Die Auswirkungen des europäischen Integrationsprozesses Serbiens auf seinen Handel mit Drittländern“. Im Mai desselben Jahres nahm er darüber hinaus an einer weiteren Fachkonferenz des Instituts zur Thematik „Moderne Probleme der Beziehungen zwischen den Republiken des ehemaligen Jugoslawiens“ teil.
Im September 2021 war er Teilnehmer am dritten LSEE-CEFTA Academic Network Workshop on International Trade an der London School of Economics and Political Science, wo er einen Vortrag zum Thema „Ist die Stärkung der gegenseitigen Zusammenarbeit im Westbalkanraum die richtige Politik?“ hielt. Im Juli 2023 präsentierte er gemeinsam mit Dr. Ivan Nikolić auf der Konferenz „The Great Silk Road Conference: Challenges and Opportunities for the Development of Eurasia“, veranstaltet von der Bournemouth University und der Westminster International University in Taschkent, ein Forschungspapier mit dem Titel „Perspektiven zur Stärkung der Zusammenarbeit: Sind die rapide Zunahme des bilateralen Warenhandels und die chinesischen Direktinvestitionen in Serbien nachhaltig?“.

## Veröffentlichungen (Auswahl)
- Nikolić G.: Does it make sense to deepen the economic cooperation of the western Balkan economies?, Economic Research-Ekonomska istraživanja, 33:1, 3453–3475, 2020, DOI:10.1080/1331677X.2020.1774791
- Goran Nikolić, Ivan Nikolić: Can Structural Indicators of Trade Explain Why EU Candidate Countries Are Integrating Slowly?, Eastern European Economics, 2023, DOI:10.1080/00128775.2023.2219243
- Nikolić, G.: Changes in the Structure of Trade between China and the Countries of Central and Eastern Europe in the Period after the Initiation of Format 17 + 1, Augmenta Oeconomica 2 (47) 2021, November 2021 (39–62). PL ISSN 1233-5835 DOI:10.15611/aoe.2021.2.03
- Nikolić, G. Nikolić, I.: Is there a trade convergence between Southeast European and Central European economies? ECONOMIC ANNALS, Volume LXVI, No. 231 / October – December 2021 UDC: 3.33 ISSN 0013-3264